# Незвичне полювання (мультфільм, 1980)
«Незвичне полювання» (рос. «Необыкновенная охота») — грузинський радянський мультфільм кінорежисера Отара Андронікашвілі.